# Espace d'ordres
Un espace d’ordres est un concept mathématique qui généralise la notion d’ordre sur un ensemble. Il s’agit d’un couple formé d’un groupe multiplicatif d’exposant fini et d’un sous-ensemble fermé de son dual topologique qui vérifie certains axiomes.

## Définitions
On se donne un groupe multiplicatif d'exposant {\displaystyle 2}, c’est-à-dire
{\displaystyle \forall g\in G}, on a {\displaystyle g^{2}=1} (on note {\displaystyle 1} le neutre).
On distingue un élément
remarquable {\displaystyle -1} de
{\displaystyle G}, dit élément distingué. On munit {\displaystyle G} de la topologie discrète.
On note {\displaystyle {\widehat {G}}=Hom(G,\mathbb {C} )} le groupe topologique dual
de {\displaystyle G}, qui est compact.
Par la nilpotence des éléments de {\displaystyle G} que
{\displaystyle Hom(G,\mathbb {C} )=Hom(G,\mathbb {Z} _{2})} avec {\displaystyle \mathbb {Z} _{2}=\{1,-1\}} vu comme groupe multiplicatif.
On se donne maintenant un sous-ensemble non vide
{\displaystyle X\subset {\widehat {G}}}.
Le couple {\displaystyle (X,G)} est dit un pré-espace d'ordre si les trois axiomes
suivants (« axiomes de Marshall ») sont vérifiés :
{\displaystyle {\mathcal {O}}_{1}} {\displaystyle X} est un fermé de {\displaystyle {\widehat {G}}}
{\displaystyle {\mathcal {O}}_{2}} {\displaystyle \sigma (-1)=-1,~\forall ~\sigma \in X}
{\displaystyle {\mathcal {O}}_{3}} {\displaystyle \sigma (g)=1,~\forall ~\sigma \in X\Rightarrow g=1}.
L'axiome {\displaystyle {\mathcal {O}}_{3}} est dit axiome de séparation, i.e. {\displaystyle X}
sépare les éléments de {\displaystyle G}.

## Exemples
Dans le cas où {\displaystyle G} est le groupe multiplicatif {\displaystyle \mathbb {Z} _{2}=(\pm 1,\times )}.
L'unique pré-espace d'ordre associé à ce groupe est l'espace trivial {\displaystyle E} constitué d'un seul élément.